# Sankt Lars kyrka, Skara
Sankt Lars kyrka i Skara, var en medeltida församlingskyrka som försvann vid reformationen. Den var anlagd inom nuvarande kvarteret Merkurius vid Järnvägsgatan. 

## Historia
Man förmodar att kyrkan anlagts någon gång under 1200-talets första hälft. Kyrkan nämns första gången år 1278 och vidare under 1300-talet i några testamenten. Kyrkan försvann vid reformationen liksom de andra församlingskyrkorna. 
Vid grävningsarbeten år 1906 påträffades kyrkans murar och dess begravningsplats på södra sidan. Ytterligare har kyrkans murar blottats och undersökts 1947 och 1954.

## Konstruktion
Byggnaden var uppförd i kalksten och försedd med skråkantad sockel av sandsten. Långhusets murar är 1,25 meter tjocka och omkring 15 meter i längd. Bredden är uppmätt till 8,6 meter och triumfbågens bredd 2,85 meter. I det rakslutna koret är innermåtten 5,6 x 5,6 meter. Den norra långhusmuren är kvar till 1,15 meters höjd, men av den södra finns endast obetydliga rester. Det har konstaterats att murarna är brandskadade. Kyrkans ursprungliga golv ligger 1,7 meter under marknivå men var under medeltiden omkring 1,3 - 1,8 meter över den omgivande marknivån. Dess plan är idag markerad i Järnvägsgatan.
Vid grävning i koret har man påträffat en kolonnbas i sandsten, ett kalkstenskapitäl samt ett antal korsformade profiltegel. Fynden visar att åtminstone koret haft ett ribbat kryssvalv. 
Ett flertal gravar med urhålkade träkistor har påträffats söder om kyrkobyggnaden.